# Wampiry Warszawy. Tajemnica taksówki nr 1051
Wampiry Warszawy. Tajemnica taksówki nr 1051 – polski film kryminalny z 1925 roku. Film nie zachował się do naszych czasów.

## Fabuła
Dwoje rosyjskich oszustów-arystokratów – księżna Tamarska i baron Kimiłow – opuszcza Paryż. Pragną poślubić bogatego polskiego przemysłowca Pradowskiego i jego córkę Urszulkę, by następnie zabić oboje i posiąść ich majątek.

## Obsada
- Oktawian Kaczanowski (przemysłowiec Pradowski)
- Halina Łabędzka (Urszula, córka Pradowskiego)
- Maria Balcerkiewiczówna (księżna Tamarska)
- Lech Owron (baron Kamiłow)
- Igo Sym (adwokat Tadeusz Wyzewicz)
- Marian Kiernicki (lokaj Antoni)
- Wiera Pogorzanka (Tonia, powiernica księżnej)
- Katarzyna Dworkowska (przełożona klasztoru)
- Piotr Hryniewicz (prokurator)
- K. Marczewski (lichwiarz)